# Cimetière de Tower Hamlets
 (février 2021).
La mise en forme du texte ne suit pas les recommandations de Wikipédia : il faut le « wikifier ».
Les points d'amélioration suivants sont les cas les plus fréquents. Le détail des points à revoir est peut-être précisé sur la page de discussion.
- Les titres sont pré-formatés par le logiciel. Ils ne sont ni en capitales, ni en gras.
- Le texte ne doit pas être écrit en capitales (les noms de famille non plus), ni en gras, ni en italique, ni en « petit »…
- Le gras n'est utilisé que pour surligner le titre de l'article dans l'introduction, une seule fois.
- L'italique est rarement utilisé : mots en langue étrangère, titres d'œuvres, noms de bateaux, etc.
- Les citations ne sont pas en italique mais en corps de texte normal. Elles sont entourées par des guillemets français : « et ».
- Les listes à puces sont à éviter, des paragraphes rédigés étant largement préférés. Les tableaux sont à réserver à la présentation de données structurées (résultats, etc.).
- Les appels de note de bas de page (petits chiffres en exposant, introduits par l'outil «  Source ») sont à placer entre la fin de phrase et le point final[comme ça].
- Les liens internes (vers d'autres articles de Wikipédia) sont à choisir avec parcimonie. Créez des liens vers des articles approfondissant le sujet. Les termes génériques sans rapport avec le sujet sont à éviter, ainsi que les répétitions de liens vers un même terme.
- Les liens externes sont à placer uniquement dans une section « Liens externes », à la fin de l'article. Ces liens sont à choisir avec parcimonie suivant les règles définies. Si un lien sert de source à l'article, son insertion dans le texte est à faire par les notes de bas de page.
- La présentation des références doit suivre les conventions bibliographiques. Il est recommandé d'utiliser les modèles {{Ouvrage}}, {{Chapitre}}, {{Article}}, {{Lien web}} et/ou {{Bibliographie}}. Le mode d'édition visuel peut mettre en forme automatiquement les références.
- Insérer une infobox (cadre d'informations à droite) n'est pas obligatoire pour parachever la mise en page.

Pour une aide détaillée, merci de consulter Aide:Wikification.
Si vous pensez que ces points ont été résolus, vous pouvez retirer ce bandeau et améliorer la mise en forme d'un autre article.
Tower Hamlets Cemetery Park est une réserve naturelle locale et un cimetière historique dans le quartier londonien de Tower Hamlets, dans l'East End à Londres. Il a une superficie de 10,93 hectares.
Le cimetière ouvre ses portes en 1841 et a été fermé aux enterrements en 1966. Depuis, d'autres terres ont été ajoutées au parc, comme le Scrapyard Meadow. Le Tower Hamlets Cemetery Park est considéré comme l'un des sept grands cimetières de l'époque, ou "Magnificent Seven" aujourd'hui. Le parc est ouvert 24h sur 24.
Le nom originel du cimetière est The City of London et Tower Hamlets Cemetery, il était alors surnommé Bow Cemetery par les habitants. Le cimetière est antérieur à la création de l'arrondissement éponyme, créé en 1965. Il tire plutôt son nom de l'original, plus ancien et un peu plus grand, Tower Hamlets (ou Tower division).

## Emplacement
La porte principale se trouve sur Southern Grove, au croisement avec Hamlets Way. Il y a aussi d'autres accès sur Hamlet Way et Cantrell Road. Les stations de métro les plus proches sont Mile End et Bow Road.

## Histoire
Avant l'ère victorienne, tous les morts de Londres étaient enterrés dans de petits cimetières urbains. Ces derniers, du fait de leur surpopulation et de leur proximité avec les habitations et lieux de travail, provoquaient différentes maladies et contaminaient les eaux souterraines.
Une loi du Parlement a été adoptée et a permis aux sociétés par actions d'acheter des terres et d'installer de grands cimetières en dehors des limites de la ville de Londres. Il y avait sept grands cimetières (les Sept Magnifiques) disposés à peu près à la même époque (entre 1832 et 1841). Le cimetière de Highgate est le plus connu ; les autres sont Nunhead, West Norwood, Kensal Green, Brompton, Abney Park.
La Cité de Londres et la Tower Hamlets Cemetery Company étaient composées de onze administrateurs riches dont les professions reflétaient les industries de l'époque : marchand de maïs, courtier et armateur de navires marchands, marchand de bois et lord-maire de la Cité de Londres. L'entreprise a acheté 10,9 hectares de terrain et le cimetière a été divisé en une partie consacrée aux sépultures anglicanes et une autre pour toutes les autres confessions.

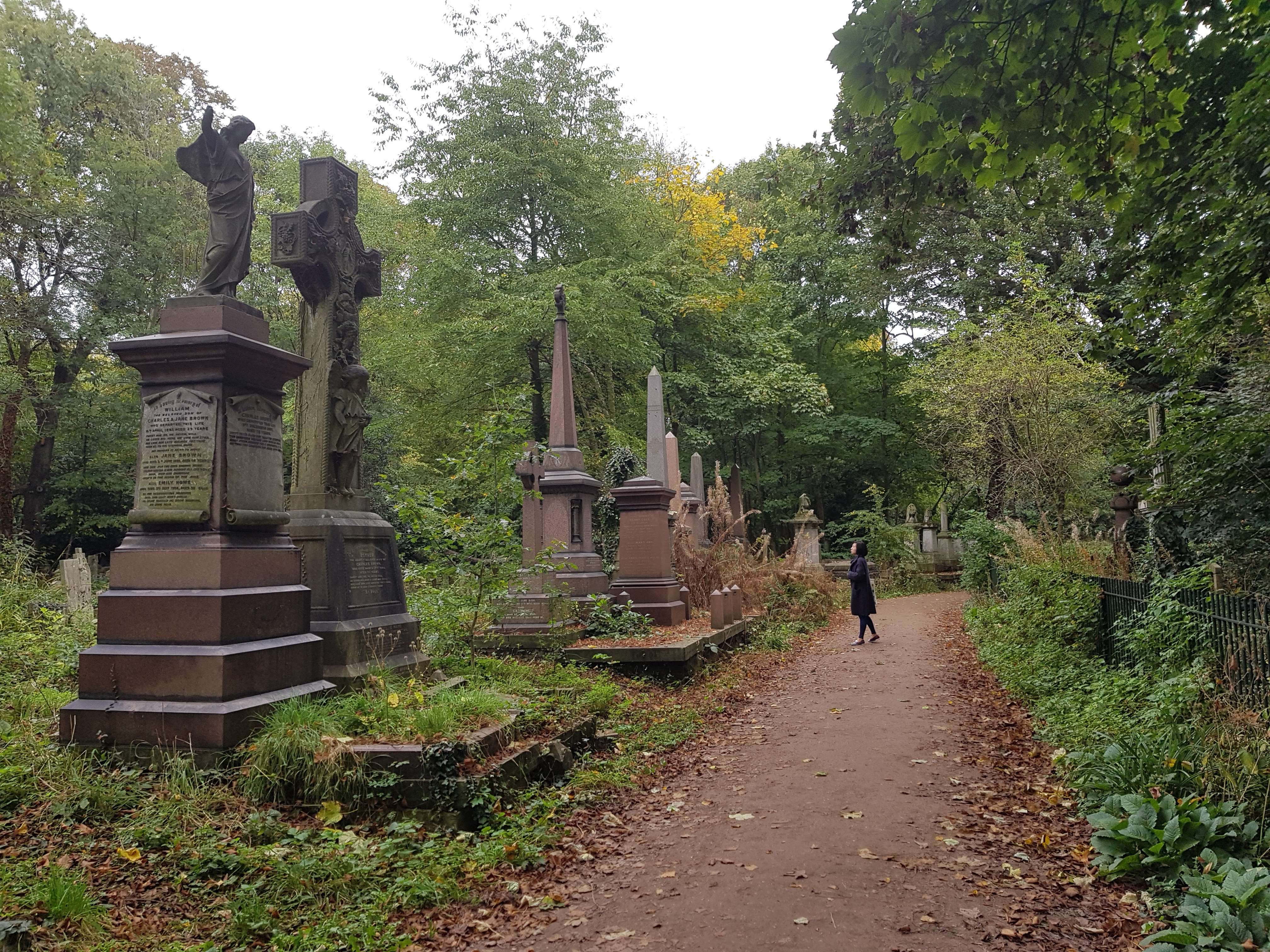

Le cimetière de Tower Hamlets a été officiellement consacré par l'évêque de Londres le samedi 4 septembre 1841 avant d'être ouvert aux sépultures. Le premier enterrement a eu lieu dans l'après-midi du samedi 4 septembre 1841.
Le cimetière de Tower Hamlets était très populaire auprès des gens de l'East End et, en 1889, 247 000 corps y avaient été enterrés. Le cimetière est resté ouvert pendant 77 ans. Au cours des deux premières années, 60% des enterrements étaient dans des tombes publiques. En 1851, ce chiffre était passé à 80%. Les tombes publiques étaient la propriété de l'entreprise et ont été utilisées pour enterrer ceux dont les familles n'avaient pas les moyens d'acheter un terrain. Plusieurs personnes, sans aucun lien de parenté, pourraient être enterrées dans la même tombe en l'espace de quelques semaines. Certaines tombes auraient été creusées à 40 pieds de profondeur et contenaient jusqu'à 30 corps.
Pendant la Seconde Guerre mondiale, le cimetière a été bombardé cinq fois lors de raids sur la ville de Londres; les deux chapelles du cimetière ont été endommagées et des éclats d'obus ont été observés sur les tombes par le Soanes Centre en 1994, dans le coin nord-ouest du parc. Les enterrements se sont poursuivis jusqu'en 1966, lorsque le Greater London Council (GLC) a acheté la société pour 100 000 £ en vertu de la GLC (General Powers) Act. L'intention était de créer un espace ouvert pour le public et les parties pertinentes du cimetière ont été libérées des effets de la consécration. En octobre 1967, 125 000 £ supplémentaires ont été dépensées pour nettoyer les chapelles et des tombes. Une forte opposition locale et des problèmes de financement ont interrompu le dédouanement.

## Aujourd'hui
Le Tower Hamlets London Borough Council a repris la propriété du parc en 1986. Elle a été déclarée réserve naturelle locale en mai 2000 avec des terres ouvertes adjacentes. Il a également été désigné site d'importance métropolitaine pour la conservation de la nature et zone de conservation. Les hauts murs de briques qui l'entourent sont inscrits au registre national des bâtiments classés ainsi que 7 monuments commémoratifs individuels (tous de grade II).
Le Friends of Tower Hamlets Cemetery Park (FoTHCp) est un groupe d'habitants qui se sont réunis en 1990 parce qu'ils étaient préoccupés par la négligence croissante des propriétaires successifs. Leurs principaux objectifs sont d'encourager une plus grande utilisation de cet espace vert urbain intérieur comme sanctuaire pour les personnes et lieu de biodiversité. Les «amis» gèrent le parc en vertu d'une entente de niveau de service avec le Borough.
Le parc a été désigné réserve naturelle locale,. Le cimetière ressemble maintenant à une forêt naturelle, avec de nombreuses espèces d'oiseaux et d'insectes qui en font leur habitat, bien qu'il existe encore une grande quantité de pierres tombales et de monuments funéraires. Un dépliant produit par le FoTHCp propose de visiter la réserve et certaines des tombes les plus remarquables,.

## Tombes notables
Ceux qui sont enterrés ou qui ont des monuments commémoratifs ici incluent :
- Charlie Brown : publicain de la Railway Tavern
- Major John Buckley : soldat et l'un des premiers récipiendaires de la Croix de Victoria, pour sa bravoure lors de la rébellion indienne de 1857
- Will Crooks : syndicaliste, leader de la grève des docks de Londres en 1889 et premier maire travailliste de Poplar
- Clara Grant, surnommée "The Bundle Woman of Bow": éducatrice et réformatrice sociale. Une école primaire locale porte son nom [11] . Elle était également la fondatrice de la colonie de Fern Street [12].
- Alexander Hurley : chanteur et comédien, deuxième époux de Marie Lloyd
- Charles Jamrach : fournisseur d'animaux de PT Barnum et d'autres
- Alfred Linnel : piétiné par un cheval de police lors d'une manifestation à Trafalgar Square. Ses funérailles ont été organisées par Annie Besant et William Morris.
- Dr Rees Ralph Llewellyn : a effectué une autopsie sur Mary Ann Nichols, considérée comme la première victime de Jack l'Éventreur
- Robert McLachlan : premier entomologiste
- Henry Norris : ingénieur civil qui a commencé sa carrière par des réparations au phare d'Eddystone et a ensuite supervisé la construction du premier phare au monde à être conçu et construit pour une lumière électrique alimentée en courant alternatif
- John Northey : mort dans la catastrophe du Princess Alice en 1878
- Hannah Maria Purcell : veuve de William Purcell, charpentier du HMS Bounty
- John "White Hat" Willis : fils de John "Jock" Willis (connu sous le nom d' Old Stormy Willis), fondateur de Jock Willis Shipping Line (une entreprise qui possédait, entre autres, le Cutty Sark)

Autres :
- Quelques victimes de la catastrophe de Bethnal Green
- Monument aux enfants qui étaient confiés à la charité de Thomas Barnardo et qui ont été enterrés ailleurs dans le cimetière dans des tombes anonymes [13]
- Tombes des Charterhouse Brothers, moines chartreux qui vivaient dans la London Charterhouse
- Tombes françaises, ouvriers français venus à Londres pour aider à affiner l'or des ruées vers l'or australiennes, les Rothschild avaient déjà raffiné l'or à Paris
- The Blitz Memorial, un mémorial à ceux qui sont morts dans les bombardements du Blitz, fait de briques de propriétés endommagées
- Le monument de Westwood[14] : Joseph Westwood (père et fils) était impliqué dans l'industrie du fer, y compris la construction de navires en fer et d'autres constructions [15],[16]
- Le monument aux morts, situé près de l'entrée sur Southern Grove

## Tombes de guerre
Il y a 279 membres des services du Commonwealth des deux guerres mondiales enterrés ici, les noms de tous étant inscrits sur des panneaux de bronze sur un mur écran commémoratif dans la section Mile End du parc près de l'entrée de Southern Grove, tout comme ceux de quatre marins marchands néerlandais. Neuf marins marchands britanniques sont enterrés ici qui ont été tués lorsque leur navire, le SS Bennevis, a été touché par une bombe explosive le 7 septembre 1940, alors qu'il était amarré dans les quais des Indes occidentales, lors d'un raid aérien pendant la Seconde Guerre mondiale,.

## Galerie

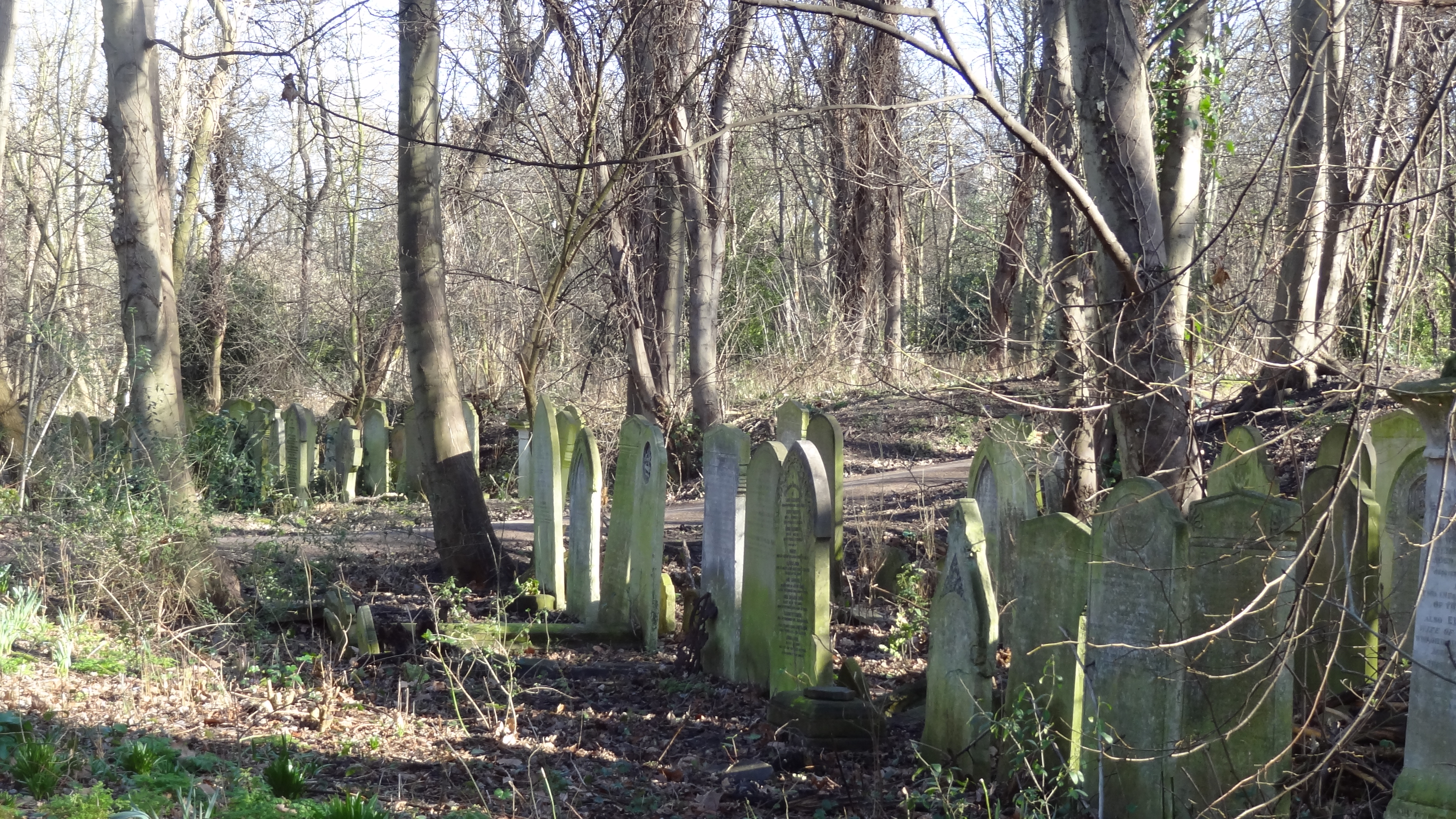
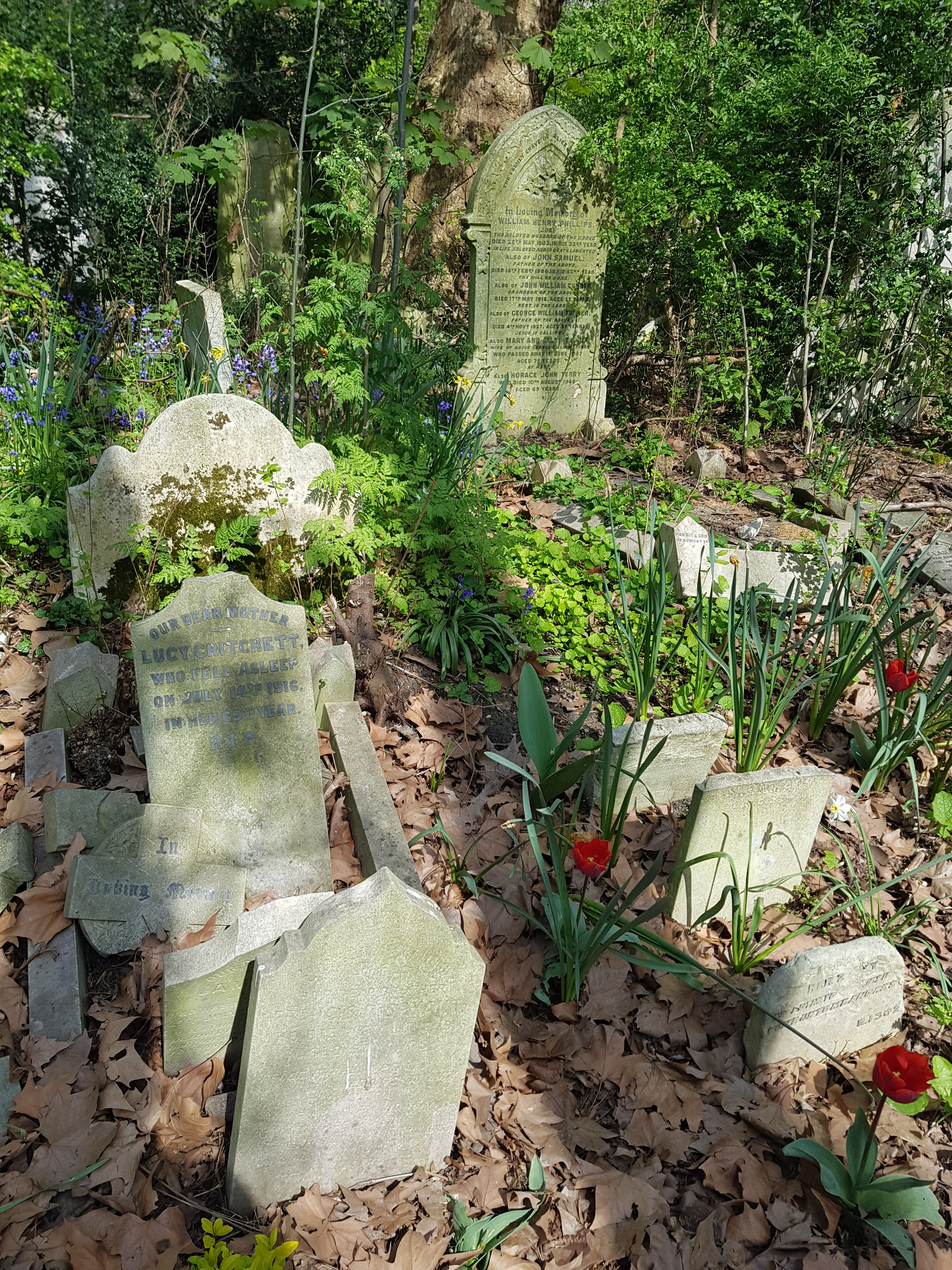
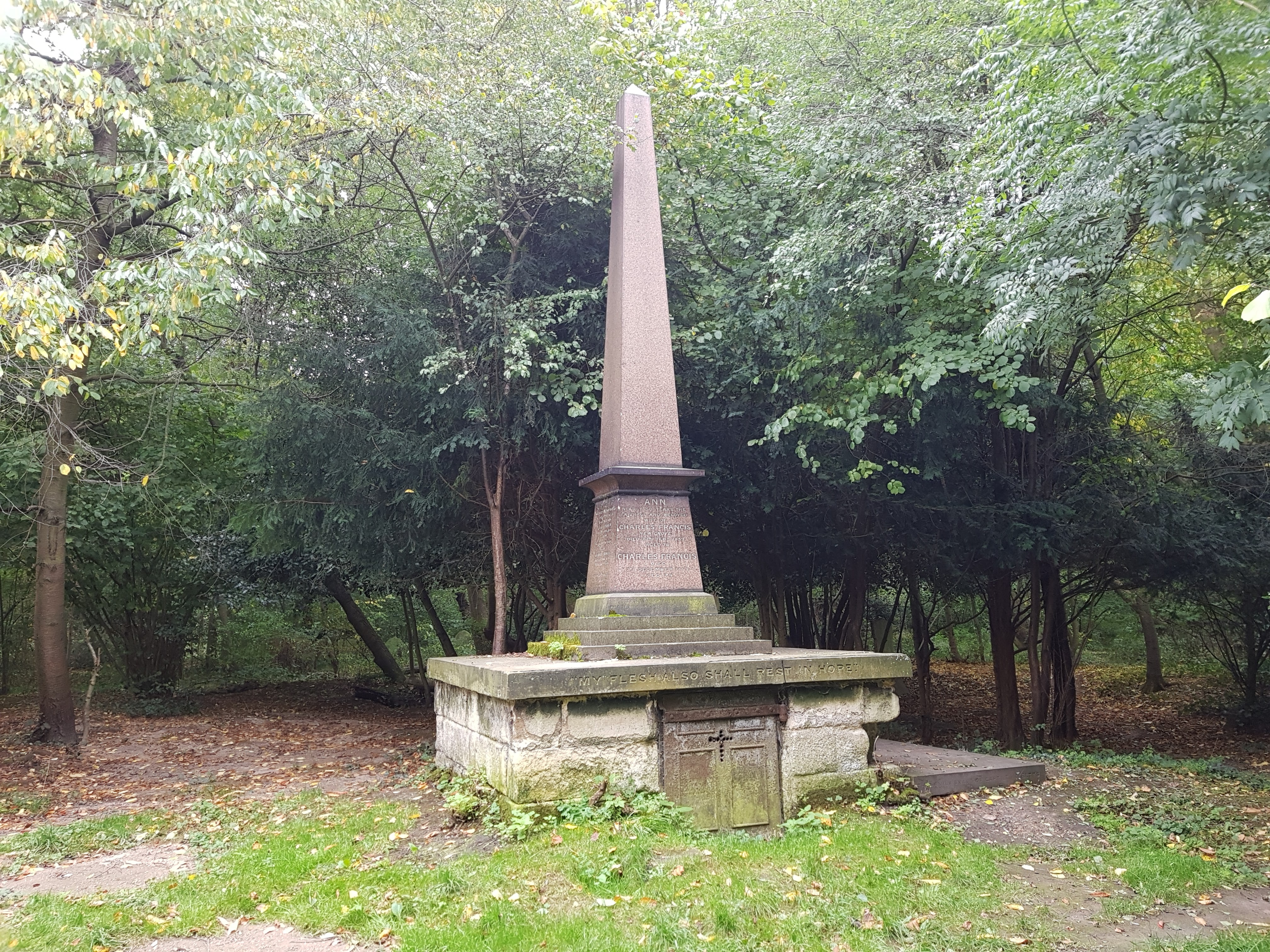
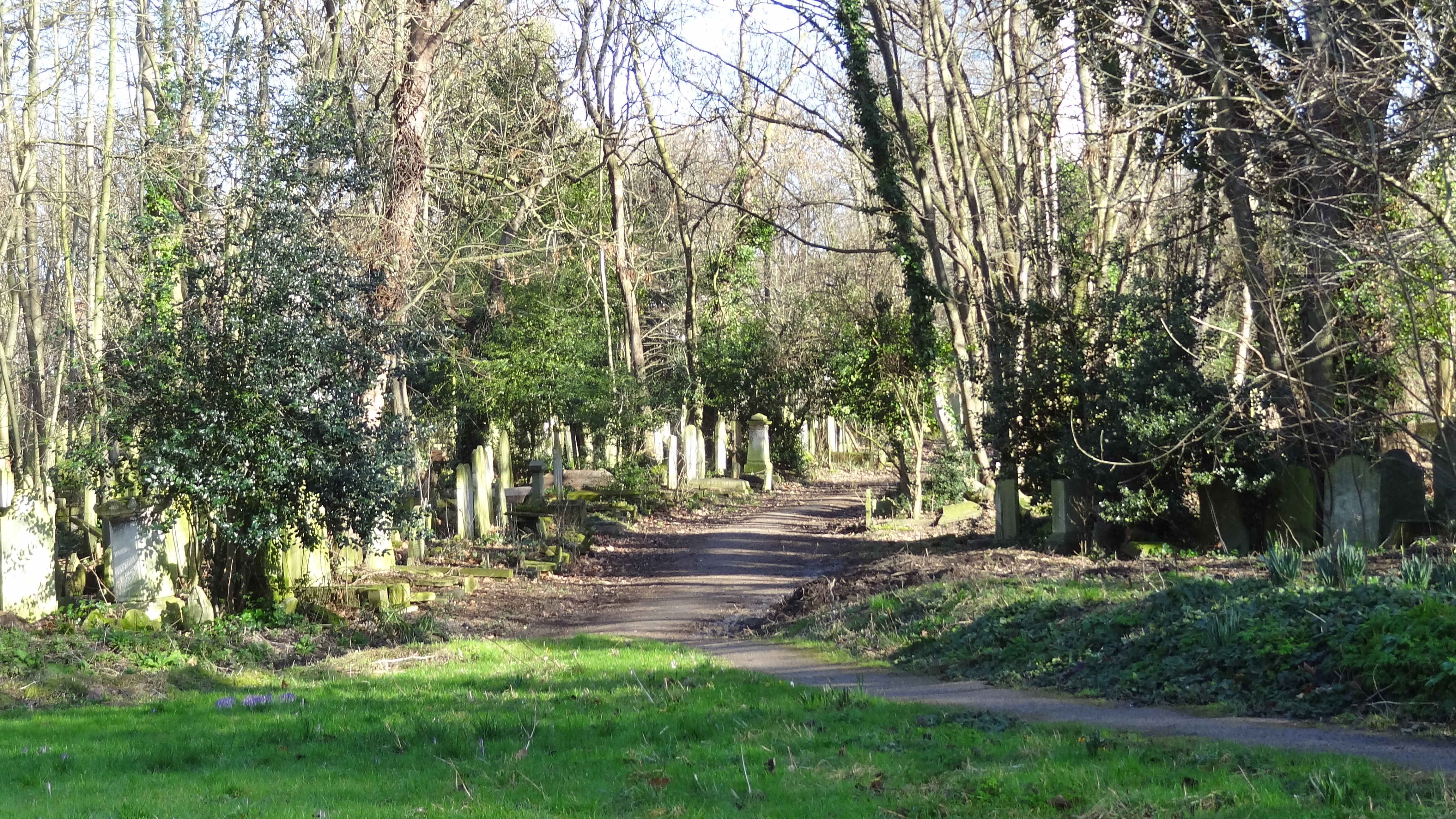
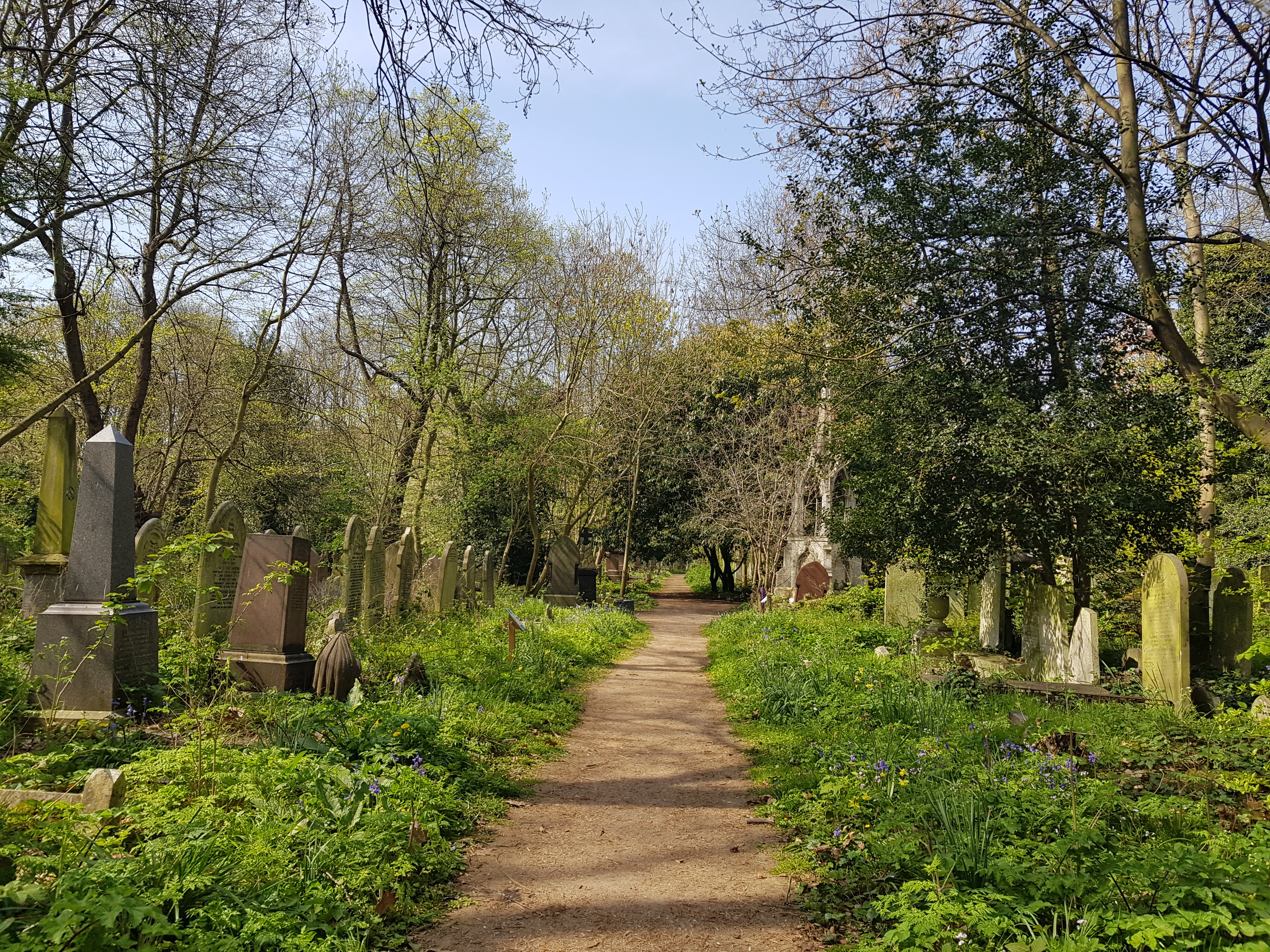
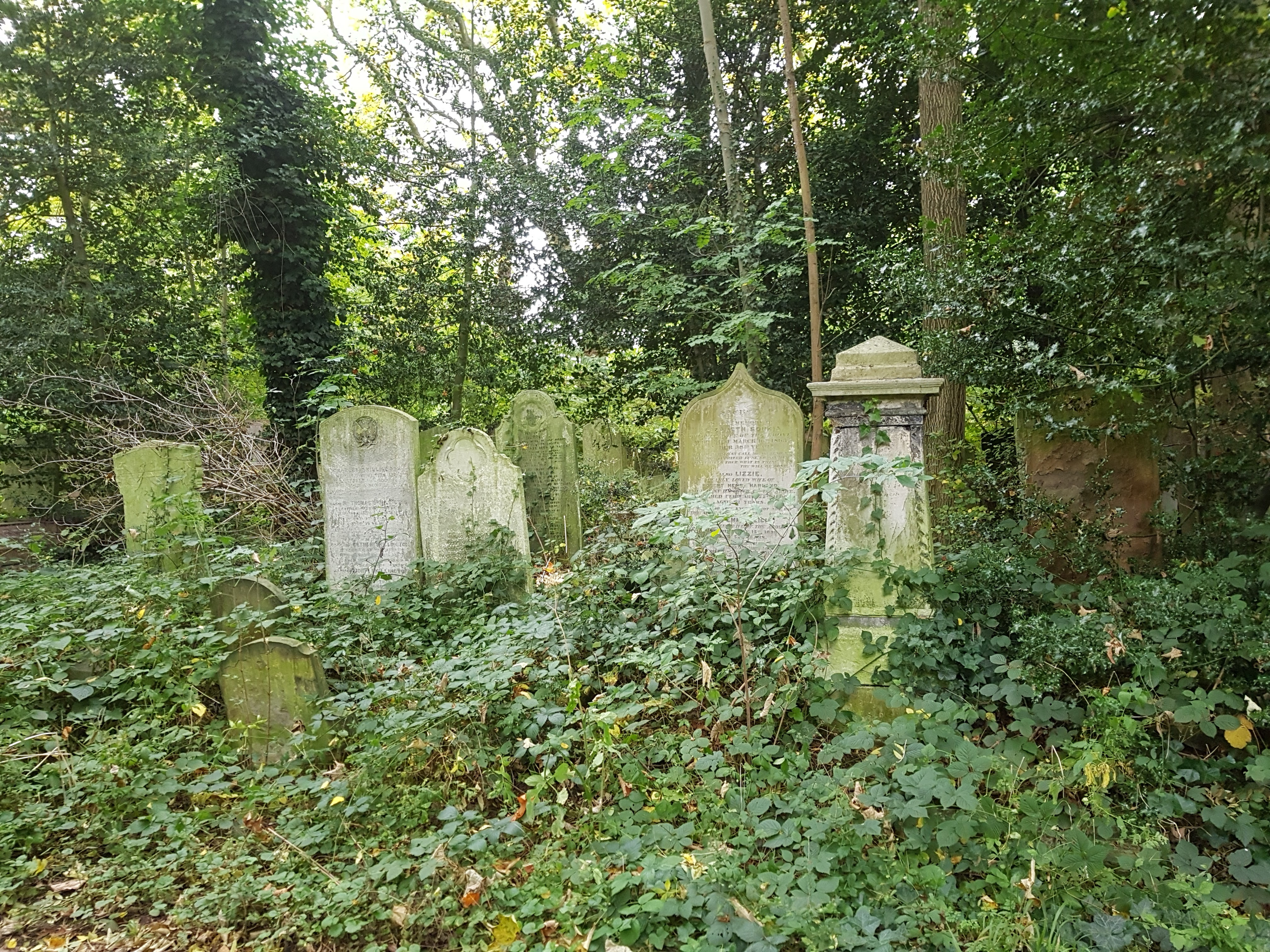